# 費德里科·維維亞尼
費德里科·維維亞尼（義大利語：Federico Viviani，1992年3月24日—）是義大利的一位足球運動員，在場上司職中場。現時被意大利甲组聯賽球隊史帕爾2013外借至費辛隆尼。他也是意大利U21代表隊的一員。他的父親也是一位職業足球運動員。維維亞尼以他精準的任意球技巧而著稱。

## 外部連結
- FIGC （页面存档备份，存于） （意大利文）
- AIC Football （页面存档备份，存于） （意大利文）